# خوان غارزا
خوان غارزا (بالإنجليزية: Juan Garza)‏ هو مهرب مخدرات أمريكي، ولد في 18 نوفمبر 1956 في براونزفيل في الولايات المتحدة، وتوفي في 19 يونيو 2001 في United States Penitentiary, Terre Haute ‏ في الولايات المتحدة.